# 三國通道
三國通道是位於臺灣高雄市鳳山區、前鎮區的南北向道路，起點銜接國道一號五甲交流道，跨越前鎮運河後通往高雄國際機場、高雄港。主線總長約4公里，於2010年2月1日正式通車。

## 沿革
高雄市政府為紓解中山四路的貨櫃車車流，降低交通事故發生率，而辦理「國道末端銜接國際機場、國際海港瓶頸路段改善工程」，興建中平路45公尺及草衙路40公尺道路拓寬工程、中平路中安路高架橋及匝道工程、高雄捷運南機廠北側銜接高速公路匝道工程，開闢高雄港港區與中山高速公路間另一快速貨車通道，以提昇第三、四、五貨櫃中心、中山高及小港特倉區間的運輸效率。此項工程被納入愛台十二建設之高雄港市再造的子計畫中，於2006年12月25日動工興建，預計工期3年，總經費為新臺幣21.1億元。
三國通道自2010年通車後，前鎮區中安路通往三國通道之北上入口匝道由於小港特倉區未設置及顧慮中安路機車行駛安全而遲未開放，在考量機車騎士安全與地方民眾需求，近匝道處有採用汽車、機車分道的必要，因此高雄市政府工務局辦理中安路自捷運南機廠北側至明鳳七街路段的改善工程。2012年9月4日，由時任高雄市市長陳菊主持通車典禮。

## 命名
三國通道的名稱原是取自「國道」（指中山高速公路）、「國際機場」（指高雄國際機場）、「國際海港」（指高雄港）等三個含有「國」的名詞而來，更是「國道末端銜接國際機場、國際海港瓶頸路段改善工程」的簡稱，碰巧與中國歷史上的三國時代撞名，而引發網友熱議，更遭質疑是工程出包。

## 通行車種限制
三國通道原為專供大貨車通行之道路，現在僅大貨車仍禁行中安路出口外，其餘已開放各種汽車通行。全線禁止大型重型機車行駛。
中安路出口、金福路出口原先僅供大貨車通行，因前鎮區中安路周邊社區如桂林、紅毛港遷村區等處開發強度漸增，經地方民眾向高雄市政府陳情，希望開放中安路出口供小型車通行，以減少現有社區居民返家需繞行中山路、中安路之情況，亦可紓解交通。此案經高雄市政府道路交通安全督導會報審議決議，同意進行「調整匝道出口通行車種」試辦計畫，自2016年3月17日起，試辦調整通行車種，並先進行3個月的管制。其中，中安路出口將開放小型車、大客車通行，禁止大貨車通行；金福路出口則開放大貨車、大客車通行，禁止小型車通行。
由臺灣港務公司主辦、交通部高速公路局代辦之高雄港聯外高架道路工程在2018年底全面通車，而該道路已逐漸分散三國通道的車流，為改善國道1號高雄端及中安路、金福路周邊地區交通，高雄市政府交通局邀集貨運公會等相關單位，召開會議研商後，決議將三國通道取消「大貨車專用道」的性質，開放全線供小型車輛通行，此案於2019年3月29日起施行。此外，為幫助行駛在國道1號上的用路人辨識目的地，高雄市政府交通局已協調交通部高速公路局將五甲交流道南下預告牌由「三國通道」變更為「金福路」。

## 路線設施
| 三國通道路線設施里程一覽表 |      |                  |                              |                       |          |                                   |                                                                                          |
| 標誌                       | 里程 | 名稱             | 順樁預告                     | 逆樁預告              | 形式     | 通車日                            | 銜接道路 →聯絡地區                                                                       |
|                            | 0.0  | 五甲             | 高架道路起點                 | 高速公路 高架道路終點 | 半套Y型  | 2010年2月1日                      | Module:Jct第187行Lua错误：bad argument #2 to 'format' (string expected, got table)（北） |
|                            |      | 中安路           | 中安路                       | 中安路                | 匝道     | 2010年2月1日 2012年9月4日（北入） | 中安路 →鳳山區、前鎮區、SKM Park、高雄國際機場                                           |
| 此處有交通號誌             |      | 草衙二路平交路口 | 禁止迴轉                     | 禁止右轉與迴轉        | 平交路口 | 2010年2月1日                      | 草衙二路 →高雄地檢署南區大型贓物庫                                                       |
|                            | 4    | 金福路端         | 金福路 草衙三路 高架道路終點 | 高架道路起點          | 直接式   | 2010年2月1日                      | 金福路、草衙三路 →前鎮區、小港區、高雄港                                                 |

## 外部連結
- 高雄市政府交通局（页面存档备份，存于） （繁體中文）